# Vagabondul (film din 1951)
Vagabondul (sau Awaara) (în hindi आवारा, în urdu آوارہ, în traducere: vagabondul) este un film indian din 1951, produs în studiourile Bollywood, regizat și având în rolul principal pe Raj Kapoor. Tatăl său din viața reală, Prithviraj Kapoor, îl interpretează pe tatăl său din film, judecătorul Raghunath. Fratele său mai tânăr din viața reală, Shashi Kapoor, îl interpretează pe tânărul Raj. Tatăl lui Prithiviraj, Dewan Bashwanath Kapoor, are de asemenea o scurtă apariție în film. 
Filmul se axează pe viețile intersectate ale săracului Raj (Raj Kapoor) și a privilegiatei Rita (Nargis). În film, personajul interpretat de Kapoor, "vagabondul" sărac și inocent, se asemănă mult cu Charlie Chaplin și a fost dezvoltat în continuare și în alte filme ale lui Kapoor cum ar fi Articolul 420. 
Filmul este o colaborare a renumitei echipe formate din regizorul/producătorul Kapoor și scriitor Khwaja Ahmad Abbas, cu muzica compusă de formația Shankar Jaikishan. KA Abbas a vrut inițial ca Mehboob Khan să regizeze filmul, dar cei doi nu s-au înțeles cu privire la distribuție. Khan a vrut ca Ashok Kumar să joace rolul judecătorului și Dilip Kumar pe fiul lui. În această situație, Abbas și-a retras scenariul de la studiorile Mehboob, iar Raj Kapoor a hotărât să-l regizeze. 
Filmul a devenit peste noapte ceva senzațional în Asia de Sud și a avutt succesul în străinătate, în Uniunea Sovietică, Asia de Est, Africa și Orientul Mijlociu.  În special, cântecul "Awara Hoon" (Sunt un vagabond), cântat de Mukesh cu versuri de Shailendra, a  devenit extrem de popular pe întregul subcontinent indian, precum și în Uniunea Sovietică , China , Turcia, Afganistan și România. Filmul a fost, de asemenea, nominalizat pentru Marele Premiu al Festivalului de Film de la Cannes în 1953.

## Acțiune
Tânărul Raj din Bombay (interpretat de Raj Kapoor) duce o viață de sărăcie, ca urmare a faptului că mama sa fusese alungată de tatăl său răzbunător, un judecător dintr-un cartier bogat (interpretat de tatăl din viața reală a lui Raj Kapoor, Prithviraj Kapoor). Judecătorul Raghunath o alungase din casă pe mama lui Raj cu 24 de ani în urmă, bănuind-o de infidelitate. Leela, soția gravidă a judecătorului, fusese răpită din răzbunare de răufăcătorul Jagga. Acesta fusese condamnat anterior de judecător pentru violuri. Jagga a eliberat-o pe Leela, după câteva zile, dar judecătorul crede că aceasta fusese violată de răufăcător. Asfel, Raghunath și-a izgonit soția, care îl va naște apoi pe Raj. 
În copilărie, Raj se împrietenește cu colega sa de școală Rita, dar Raj este eliminat din școală și trimis la o școală de corecție pentru că a furat o pâine, iar Rita se mută în alt oraș. Chiar dacă ei sunt despărțiti, Raj continuă să se gândească la Rita. 
După ce iese din închisoare, Raj începe pe străzi o viață în care comite infracțiuni minore și găsește un tată în persoana lui Jagga (K.N. Singh), sub a cărui influență intră. Câțiva ani mai târziu, Raj își dă seama că Jagga este omul responsabil pentru alungarea mamei sale. În timp ce planifică jefuirea unei bănci, hoții din gașca lui Jagga își dau seama că au nevoie de un automobil. Raj smulge poșeta unei femei după ce ea coboară din mașină, dar nu găsește nicio cheie și pretinde că urmărește hoțul pentru a alunga suspiciunile de la persoana sa. El restituie poșeta femeii care se dovedește în curând a fi chiar Rita. Fata urmase studii de drept și obținuse licența de avocat, iar judecătorul Raghunath este tutorele său. După ce Raj și Rita se recunosc, fata îl invită acasă pe Raj. Judecătorul bănuiește că Raj nu este o persoană cinstită și-i interzice Ritei să-l mai vadă. De îndată ce Raj își dă seama că Jagga este responsabil pentru nefericirea mamei sale, el îl ucide într-un acces de furie și apoi încearcă să-l omoare pe judecătorul Raghunath. Din cauza acestor acțiuni, Raj este adus în fața tribunalului unde tatăl său era judecător. Apărarea lui Raj o preia tânăra avocată Rita. 
Prin cercetările făcute, Rita descoperă că judecătorul și-a izgonit soția în urmă cu 24 de ani, întrucât, din răzbunare, aceasta fusese răpită de răufăcătorul Jagga. Judecătorul Raghunath era convins că fiul unui bandit nu poate deveni decât un răufăcător. La proces, iese la iveală faptul că tatăl lui Raj este de fapt judecătorul, pe care Raj încercase să-l omoare. În cele din urmă, Raj este condamnat la trei ani de închisoare, dar Rita, care îl iubea din copilărie pe Raj, îi promite acestuia că-l va aștepta până la ispășirea pedepsei.

## Distribuție
- Raj Kapoor - Raj Ragunath
- Nargis - Rita
- Prithviraj Kapoor - judecătorul Raghunath
- Leela Chitnis - Leela Raghunath
- K.N. Singh - Jagga
- Leela Mishra - cumnata lui Raghunath
- Cukoo - dansatoare de bar
- Helen - dansatoarea (necreditat)
- Shashi Kapoor - tânărul Raj Raghunath (actor copil)
- Baby Zubeida - tânăra Rita (actor copil)
- Prem Nath - apariție într-un cântec

## Recepție
Filmul a participat la Festivalul de film de la Cannes din 1953 , unde a fost nominalizat pentru Marele Premiu al Festivalului.
În 2003, revista Time l-a inclus pe lista a "10 Indian Films to Treasure" (în română 10 Filme indiene de tezaur). În 2005, Indiatimes Movies a inclus acest film în "Topul celor mai vizionate 25 filme de la Bollywood", scriind: "Ori de câte ori Raj Kapoor și Nargis au venit împreună pe ecran, au sărit scântei. Chimia lor a fost electrizantă și trosnește cu pasiune brută în Awara lui Raj Kapoor. Senzualitatea sălbatică și fără griji a lui Nargis lui pulsează, iar persoana cu un hățiș de păr rebel a lui Raj Kapoor doar adaugă gaz pe foc.".

### Box office
În India, filmul a avut încasări record de peste 12 milioane de rupii. Acest record a fost depășit în anul următor de Aan.
În Uniunea Sovietică, se estimează că Awaara a avut între 40 și 63 de milioane de spectatori în cinematografele din întreaga țară. El a rămas cel mai de succes film indian din Uniunea Sovietică până ce filme ca Bobby, Seeta Aur Geeta și Disco Dancer au atins un nivel similar de succes.
Filmul a avut, de asemenea, un succes la nivel național în China, unde cântecul "Awaara Hoon" și actorul Raj Kapoor au devenit cunoscuți în întreaga țară, la fel ca în Uniunea Sovietică. Succesul filmului în Uniunea Sovietică și China a fost atribuit temelor socialiste exprimate în film. 
Enciclopedia cinematografică germană Lexikon des internationalen Films descrie astfel acest film: „Un hoț tânăr este acuzat de tentativă de crimă la Bombay. În timp ce judecătorul vede în el pe fiul unei familii de răufăcători, ale cărui origini l-au predestinat să fie criminal, avocatul apărării dovedește că el a fost împins pe o cale greșită de comportamentul culpabil al semenilor săi. Film angajat în plan social în care elementele reale se amestecă cu legende pline de imaginație. Influențat formal de modelele occidentale, dar s-a străduit să creeze un limbaj vizual independent. Regizorul a fost considerat cea mai importantă vedetă de film a țării sale în anii 1950.”.

### Remake
Datorită succesului remarcabil al filmului în rândul spectatorilor turci, un remake al filmului Awaara a fost realizat în 1964 în Turcia, cu titlul Avare, și în care a jucat celebrul actor turc Sadri Alıșık, împreună cu actrița Ajda Pekkan. 